# Ciclismo ai Giochi della XXIX Olimpiade - Cronometro maschile
La Cronometro maschile dei Giochi della XXIX Olimpiade fu corsa il 13 agosto a Pechino, in Cina, ed affrontò un percorso totale di 47,6 km. Venne vinta dallo svizzero Fabian Cancellara, il quale terminò la gara in 1h02'11", davanti allo svedese Gustav Larsson e allo statunitense Levi Leipheimer.
Alla gara presero parte 39 atleti.

## Risultati
Nota: DNF ritirato, DNS non partito, DSQ squalificato
| Pos. | Corridore            | Squadra       | Tempo    |
| ---- | -------------------- | ------------- | -------- |
| 1    | Fabian Cancellara    | Svizzera      | 1h02'11" |
| 2    | Gustav Larsson       | Svezia        | a 33"    |
| 3    | Levi Leipheimer      | Stati Uniti   | a 1′10"  |
| 4    | Alberto Contador     | Spagna        | a 1'18"  |
| 5    | Cadel Evans          | Australia     | a 1'24"  |
| 6    | Samuel Sánchez       | Spagna        | a 2'26"  |
| 7    | Svein Tuft           | Canada        | a 2'28"  |
| 8    | Michael Rogers       | Australia     | a 2'35"  |
| 9    | Stef Clement         | Paesi Bassi   | a 2'48"  |
| 10   | Robert Gesink        | Paesi Bassi   | a 2'51"  |
| 11   | Steve Cummings       | Gran Bretagna | a 2'56"  |
| 12   | David Zabriskie      | Stati Uniti   | a 3'06"  |
| DSQ  | Stefan Schumacher    | Germania      | a 3'13"  |
| 14   | Bert Grabsch         | Germania      | a 3'15"  |
| 15   | Vincenzo Nibali      | Italia        | a 3'25"  |
| 16   | Ryder Hesjedal       | Canada        | a 3'31"  |
| 17   | Rein Taaramäe        | Estonia       | a 3'36"  |
| 18   | Vladimir Karpec      | Russia        | a 3'41"  |
| 19   | Chris Anker Sørensen | Danimarca     | a 3'44"  |
| 20   | Denis Men'šov        | Russia        | a 3'59"  |
| 21   | Vasil' Kiryenka      | Bielorussia   | a 4'00"  |
| 22   | Marzio Bruseghin     | Italia        | a 4'10"  |
| 23   | Kim Kirchen          | Lussemburgo   | a 4'18"  |
| 24   | Andrej Mizurov       | Kazakistan    | a 4'21"  |
| 25   | Santiago Botero      | Colombia      | a 4'24"  |
| 26   | Maxime Monfort       | Belgio        | a 5'01"  |
| 27   | László Bodrogi       | Ungheria      | a 5'16"  |
| 28   | Simon Špilak         | Slovenia      | a 5'23"  |
| 29   | Matej Jurčo          | Slovacchia    | a 5'41"  |
| 30   | Matías Medici        | Argentina     | a 5'42"  |
| 31   | David George         | Sudafrica     | a 5'44"  |
| 32   | Andrij Hrivko        | Ucraina       | a 5'50"  |
| 33   | Brian Vandborg       | Danimarca     | a 5'59"  |
| 34   | Przemysław Niemiec   | Polonia       | a 6'32"  |
| 35   | Hossein Askari       | Iran          | a 6'35"  |
| 36   | Raivis Belohvoščiks  | Lettonia      | a 6'44"  |
| 37   | Denys Kostyuk        | Ucraina       | a 6'53"  |
| 38   | Matija Kvasina       | Croazia       | a 6'55"  |
| 39   | Fumiyuki Beppu       | Giappone      | a 8'54"  |